# Lázaro Cárdenas
Lázaro Cárdenas del Río (1895. május 21. – 1970. október 19.) a mexikói hadsereg tisztje, politikus és 1934–1940 között az ország elnöke. Elnökként földet osztott, kölcsönt bocsátott a parasztok rendelkezésére, munkás- és parasztszövetségeket szervezett, kisajátította és államosította a külföldi tulajdonú ipart.
A mexikói forradalom legnagyobb konstruktív radikálisaként tisztelik, de kritizálták is, mint tekintélyelvű populistát. Számos közvélemény-kutatás és elemző szerint a 20. század legnépszerűbb mexikói elnöke volt.

## Élete
Cárdenas nagyrészt indián származású volt.
A mexikói forradalom alatt a hadsereg tábornoka volt. 1928-ban, 33 évesen szülőföldje, Michoacán kormányzójává választották. Ezt a posztot egy teljes cikluson át, 1932-ig töltötte be. Fontos szerepet játszott a forradalmi rendszer megerősítését szolgáló országos párt, a Nemzeti Forradalmi Párt megalakításában is. Keményen dolgozott azon, hogy a PNR-t a katonai-politikai caudillo (főnök) által vezetett állampártok laza szövetségéből valóban nemzeti párttá alakítsa.
1931-ben hat hétig volt belügyminiszter, 1933-ban pedig öt hónapig hadügy- és tengerészeti miniszter. Ez utóbbi állásából vonult vissza, hogy a PNR elnökjelöltje legyen az 1934-es választásokon. Gyakorlatilag az ország minden városát, városát és faluját meglátogatta , találkozott a helyi vezetőkkel és az egyszerű polgárokkal, és széles körű támogatóbázist épített ki az ország minden részében. A kampány során világossá tette azon szándékát, hogy végrehajtja a PNR hatéves társadalmi és gazdasági reformtervét.

### Elnökként
1934-től az ország elnöke lett.
Miután elnökké választották, eleinte óvatosan tevékenykedett. A hadsereg, a polgári közigazgatás és a rendszer politikai struktúrájának nagy része továbbra is Calles volt elnök irányítása alatt állt, aki hatalmas befolyást gyakorolt a hatalomban. Cardenas első hivatali évében elnöki ideje nagy részét azzal töltötte, hogy saját befolyását megteremtse a közigazgatás ezen ágaiban. Végül elég erősnek érezte magát ahhoz, hogy Callest 1936-ban száműzze az Egyesült Államokba.
Számos reformot hajtott végre. Az agrárreform-program keretében közel kétszer annyi földet osztott ki a parasztoknak, mint az összes elődje együttvéve, így kormányzása végére az ország megművelt földterületének mintegy felét korábban föld nélküli gazdák birtokolták. Kibővítette az állami bankok szolgáltatásait is, hogy a reform keretében földhöz jutott parasztok kölcsönt vegyenek fel. Annak érdekében, hogy politikai alapot biztosítson a föld-újraelosztási programnak, annak valamennyi kedvezményezettjét új szervezetbe szervezte: Nemzeti Parasztszövetség (Confederación Nacional Campesina, vagy CNC).
1938-ban a kormánypártot is újjászervezte és átnevezte Partido de la Revolución Mexicana (PRM) névre.
A Cárdenas-kormányzat Mexikón kívül a külföldi tulajdonú iparágak kisajátítására tett erőfeszítéseiről volt a legismertebb. 1937-ben a kormány kisajátította az ország fő vasútvonalait, 1938 márciusában pedig Cárdenas elnök rendeletet írt alá az ország olajiparának államosításáról. Létrejött a Pemex, a nemzeti olajtársaság.
A Fidel Castro vezette kubai forradalom 1959-es győzelme után Cárdenas a kubai forradalmárok legerősebb szövetségese lett Mexikóban. Alapvetően azonban Cárdenas politikai befolyása jelentősen csökkent élete utolsó éveiben. Mindazonáltal erősen ellentmondásos személyiség maradt.
1940 végén adta át a hatalmat megválasztott utódjának, Manuel Ávila Camachónak.